# Waldemar Wichlinski
Waldemar Wichlinski (* 1957) ist ein deutscher Schauspieler und Synchronsprecher.

## Leben
Waldemar Wichlinski lebt mit seiner Ehefrau im Münchener Stadtteil Harlaching.
Er zählt mit 32 Auftritten zu den Darstellern mit den meisten Auftritten in der Fernsehsendung Aktenzeichen XY … ungelöst.

## Filmografie (Auswahl)

### Schauspieler
- 1979: Feuerzeichen (Fernsehfilm)
- 1983–2005: Aktenzeichen XY … ungelöst (insgesamt 32 Auftritte)
- 1984: Tatort – Gelegenheit macht Liebe
- 1985–1997: Derrick (Fernsehserie, fünf Folgen)
- 1985: Ein Fall für zwei – Scheidung in Weiß
- 1986: Auf Achse – Einmal gerade – Einmal krumm
- 1987: Tatort – Spielverderber
- 1988: Zunge in Madeira (Kurzfilm)
- 1989: Der lange Sommer (Fernsehfilm)
- 1990: Kleiner König Erich (Fernsehfilm)
- 1991: Unter Kollegen (Fernsehfilm)
- 1992: Liebe ist Privatsache
- 1993: Anwalt Abel – Sprecht mir diesen Mörder frei
- 1993: Tödliche Lüge (Fernsehfilm)
- 1994: Anna Maria – Eine Frau geht ihren Weg (Fernsehserie)
- 1998–2001: Marienhof (Fernsehserie, zwei Folgen)
- 1999: Südsee, eigene Insel (Fernsehfilm)
- 2004: SOKO München (Fernsehserie)
- 2008: Die Rosenheim-Cops – Der Tod mag Krimis
- 2005–2009: Chiemgauer Volkstheater (Fernsehserie, drei Folgen)
- 2011: Sturm der Liebe (Fernsehserie)

### Synchronsprecher
- 1994: Die Simpsons (Zeichentrickserie)
- 1998: Reich und schön (Fernsehserie)
- 1999: Pokémon (Fernsehserie)